# Calotes aurantolabium
Espèce
Statut de conservation UICN

 DD  : Données insuffisantes
Calotes aurantolabium est une espèce de sauriens de la famille des Agamidae.

## Répartition
Cette espèce est endémique du Tamil Nadu en Inde. Elle a été découverte dans le district de Tirunelveli dans les Ghâts occidentaux.

## Publication originale
- Krishnan, 2008 : New Species of Calotes (Reptilia: Squamata: Agamidae) from the Southern Western Ghats, India. Journal of Herpetology, vol. 42, no 3, p. 530-535.